# Ямамото, Джордан
Джордан Ямамото (англ. Jordan Yamamoto, 11 мая 1996, Перл-Сити, Гавайи) — американский бейсболист, питчер клуба Главной лиги бейсбола «Нью-Йорк Метс».

## Карьера
Джордан родился 11 мая 1996 года в Перл-Сити на Гавайях. В 2014 году он окончил старшую школу Сент-Луис и был выбран в двенадцатом раунде драфта клубом «Милуоки Брюэрс». Ямамото отказался от спортивной стипендии в Аризонском университете и подписал с «Брюэрс» контракт.
Профессиональную карьеру он начал в составе фарм-клуба «Брюэрс» в Аризонской лиге. За команду Джордан провёл десять матчей, три из которых стартовым питчером. В 2015 году его перевели в состав «Хелены Брюэрс». В матчах Лиги пионеров Ямамото провёл на поле шестьдесят два иннинга, пропустив девяносто девять хитов и сделав пятьдесят девять страйкаутов. Его прогресс продолжился в следующем сезоне. Джордан играл за «Висконсин Тимбер Рэттлерс». Его пропускаемость снизилась с 7,84 до 3,82, увеличилось количество игрового времени.
Сезон 2017 года Ямамото провёл в составе «Каролины Мадкэтс». Он одержал девять побед при четырёх поражениях с пропускаемостью 2,51, сделал сто тринадцать страйкаутов при всего тридцати уоках. В начале 2018 года Джордан стал одним из четырёх игроков «Брюэрс», обменянных во «Флориду Марлинс» на Кристиана Йелича. После перехода он начал чемпионат в составе «Джупитер Хаммерхедс», а затем был переведён в «Джэксонвилл Джамбо Шримп». Всего Ямамото сыграл тринадцать матчей стартовым питчером, ни разу не пропустив более двух ранов за игру. После завершения сезона он был включён в расширенный состав «Марлинс».
Сезон 2019 года Джордан начал в составе «Джэксонвилла», за который провёл на поле шестьдесят пять иннингов. Двенадцатого июня он был вызван в основной состав «Майами» и дебютировал в Главной лиге бейсбола. Всего в регулярном чемпионате Ямамото сыграл в пятнадцати матчах в роли стартового питчера, одержав четыре победы при пяти поражениях с пропускаемостью 4,46. В сокращённом из-за пандемии COVID-19 сезоне 2020 года он сыграл в трёх матчах стартовым питчером, ещё в одной игре вышел на замену. Первого февраля 2021 года «Марлинс» обменяли его в «Нью-Йорк Метс» на инфилдера фарм-системы Федерико Поланко.